# Petit Torneo 2019 (Primera A) - Liga Chacarera
El Petit Torneo de Primera División, organizado por la Liga Chacarera de Fútbol. Es un torneo en el que participan los 4 mejores equipos ubicados en la Tabla Conjunta Anual.
Se desarrolla por el sistema de eliminación directa, con partidos de ida y vuelta.
El Campeón clasifica al Torneo Provincial 2020.

## Formato
- Los cruces se definieron mediante sorteo.[1]
- Participan 4 equipos
- Se disputa por el sistema de eliminación directa, a un solo partido.
- Si hay empate en los 90 minutos de juego, se define mediante los penales.
- Los ganadores de semifinales avanzan a la Final.
- El ganador de la Final se consagrará campeón y obtendrá la clasificación al Torneo Provincial 2020.

## Equipos participantes
| # | Equipo                      | Ciudad          | Clasificado como  |
| - | --------------------------- | --------------- | ----------------- |
| 1 | Club Deportivo Coronel Daza | Banda de Varela | 1° Tabla Conjunta |
| 2 | Club Defensores de Esquiú   | Piedra Blanca   | 3° Tabla Conjunta |
| 3 | Club Sportivo Social Rojas  | Santa Rosa      | 4° Tabla Conjunta |
| 4 | Club Sportivo Los Sureños   | Pozo El Mistol  | 5° Tabla Conjunta |

## Competición

### Cuadro de desarrollo
|  | Semifinales          | Semifinales  |       |  | Final           | Final |  |
|  |                      |              |       |  |                 |       |  |
|  | 22 de noviembre      |              |       |  |                 |       |  |
|  | Social Rojas         | 0            |       |  |                 |       |  |
|  | Los Sureños          | 2            |       |  |                 |       |  |
|  |                      |              |       |  |                 |       |  |
|  |                      |              |       |  | 30 de noviembre |       |  |
|  |                      |              |       |  | Los Sureños     | 1 (0) |  |
|  |                      | Coronel Daza | 1 (3) |  |                 |       |  |
|  |                      |              |       |  |                 |       |  |
|  |                      |              |       |  |                 |       |  |
|  |                      |              |       |  |                 |       |  |
|  | 24 de noviembre      |              |       |  |                 |       |  |
|  | Coronel Daza         | 2            |       |  |                 |       |  |
|  | Defensores de Esquiú | 0            |       |  |                 |       |  |

### Semifinales
| 22 de noviembre, 19:00 | Social Rojas         | 0 - 2   | Los Sureños                                      | Primo Antonio Prevedello, San Isidro |                           |
|                        | Jonathan Rinaudo 26' | Reporte | 40' Gabriel Rodríguez · 90' Francisco Bustamante | Árbitro(s): Federico Cano            | Árbitro(s): Federico Cano |

| 24 de noviembre, 19:00 | Coronel Daza          | 2 - 0   | Defensores de Esquiú | Primo Antonio Prevedello, San Isidro |                          |
| | Elber Carrizo 25' 61' | Reporte |                      | Árbitro(s): Jesús Aldeco             | Árbitro(s): Jesús Aldeco |
| Partido suspendido a los 68' por descompesación de un jugador de Defensores de Esquiú. El Tribunal de Disciplina dio por finalizado el partido. |                       |         |                      |                                      |                          |

### Final
| 30 de noviembre, 18:30 | Los Sureños                                  | 1 - 1 (0:3 p.)             | Coronel Daza                                                    | Primo Antonio Prevedello, San Isidro |                                |
|                        | Maximiliano Arreguez 61' (pen.)              | Reporte                    | 1' Gabriel Carreño                                              | Árbitro(s): Martín Barrionuevo       | Árbitro(s): Martín Barrionuevo |
|                        |                                              | Tiros desde el punto penal |                                                                 |                                      |                                |
|                        | Juan Tapia · Gabriel Rodríguez · Diego Nieva |                            | Hernán Novillo · Gabriel Carreño · Facundo Carreño · José Nieva |                                      |                                |

|                                       |
| Club Deportivo Coronel Daza           |
| Campeón Petit Torneo 2019 (Primera A) |

## Estadísticas

### Goleadores
| Jugador              | Equipo       | Goles |
| -------------------- | ------------ | ----- |
| Elber Carrizo        | Coronel Daza | 2     |
| Francisco Bustamante | Los Sureños  | 1     |
| Gabriel Carreño      | Coronel Daza | 1     |
| Gabriel Rodríguez    | Los Sureños  | 1     |
| Miguel Arreguez      | Los Sureños  | 1     |